# Фрейзер (річка)
 Фрейзер  (англ. Fraser River) — найдовша річка провінції Британська Колумбія, Канада. Середньорічний стік 3 550  м³/с. Площа басейну 220 000 км².
Бере початок в льодовикових горах Йеллоугед Пась, Скелясті гори. Впадає у річку Нечако біля міста Прінс-Джордж. Річка Томпсон впадає у річку Фрейзер у містечку Літтон. Після цього Фрейзер протікає серед гір Берегового хребта (англ. Coast Mountains) по Каньйону Фрейзер (англ. Fraser Canyon) довжиною 270 кілометрів, а потім тече в долині Фрейзер Валлі (англ. Fraser Valley) через міста Гоуп, Чілівак, Абботсфорд та Міссіон у напрямку Ванкувера.

## Історія
14 червня 1792 року іспанські дослідники Діонісіо Алкала Ґаліано (англ. Dionisio Alcalá Galiano) і Сайетано Вальдес (англ. Cayetano Valdes) відкрили гирло Фрейзера.  Британський дослідник Олександр Макензі (англ. Alexander MacKenzie) досліджував річку у 1793 році. Річку названо на честь британського дослідника Саймона Фрейзера, який знайшов витік річки у 1807 році.